# 面蛸科
面蛸科（學名：Opisthoteuthidae），又稱為小飛象章魚、雨傘章魚，為棲息於遠洋帶的章魚。面蛸科的特徵在於其觸腕之間具有薄膜，當觸腕張開時外型就像一朵雨傘。

## 描述
面蛸科為一群觸腕間具有薄膜的章魚，當觸腕向外張開時看起來就像是一朵雨傘。在體內具有U型或W型的小殼用來維持外套膜的外型並與觸腕肌肉相連結。牠們的外皮十分脆弱，當受到傷害時會有明顯的白色斑點浮現。面蛸科屬於有翅亞目，具有可運動的鰭。

## 行為

### 防衛機制
當面蛸感受到威脅時，牠們透過將觸腕向內蜷曲使觸腕間薄膜的面積盡可能的增大，並透過鰭來維持身體平衡，這樣的狀態可以維持約5.5分鐘。另一種防衛方式是將觸腕向外蜷曲，使得薄膜得以將外套膜包覆。這些防衛行為在進行人工餵食時也可觀察到，但也可能是因為個體本身在被捕捉及被放入水族箱觀察時承受了不少壓力

### 休憩[1]
當於海床上休憩時，面蛸有兩種休憩形式：貼於海床或是懸浮於海床上。貼於海床上時，面蛸會將外套膜豎起，並將觸腕蜷曲，觸腕會是唯一與海床接觸的身體部位，鰭會平行舒張以維持平衡。懸浮於海床上時，則會完全張開觸腕間的薄膜，再將觸腕捲向身體中心，使張開的平面與海床平行；外套膜稍後傾，鰭則用以維持身體穩定。

## 棲息與分布地
面蛸科棲息於深海的物種，曾在太平洋水深4,800（15,700英尺）的克拉利恩－克利珀頓破裂帶發現，牠們也曾於南海發現。面蛸科物種多半棲息於水深3,000至4,000（9,800至13,100英尺）的海域並時常懸浮於海床之上。

## 分類學

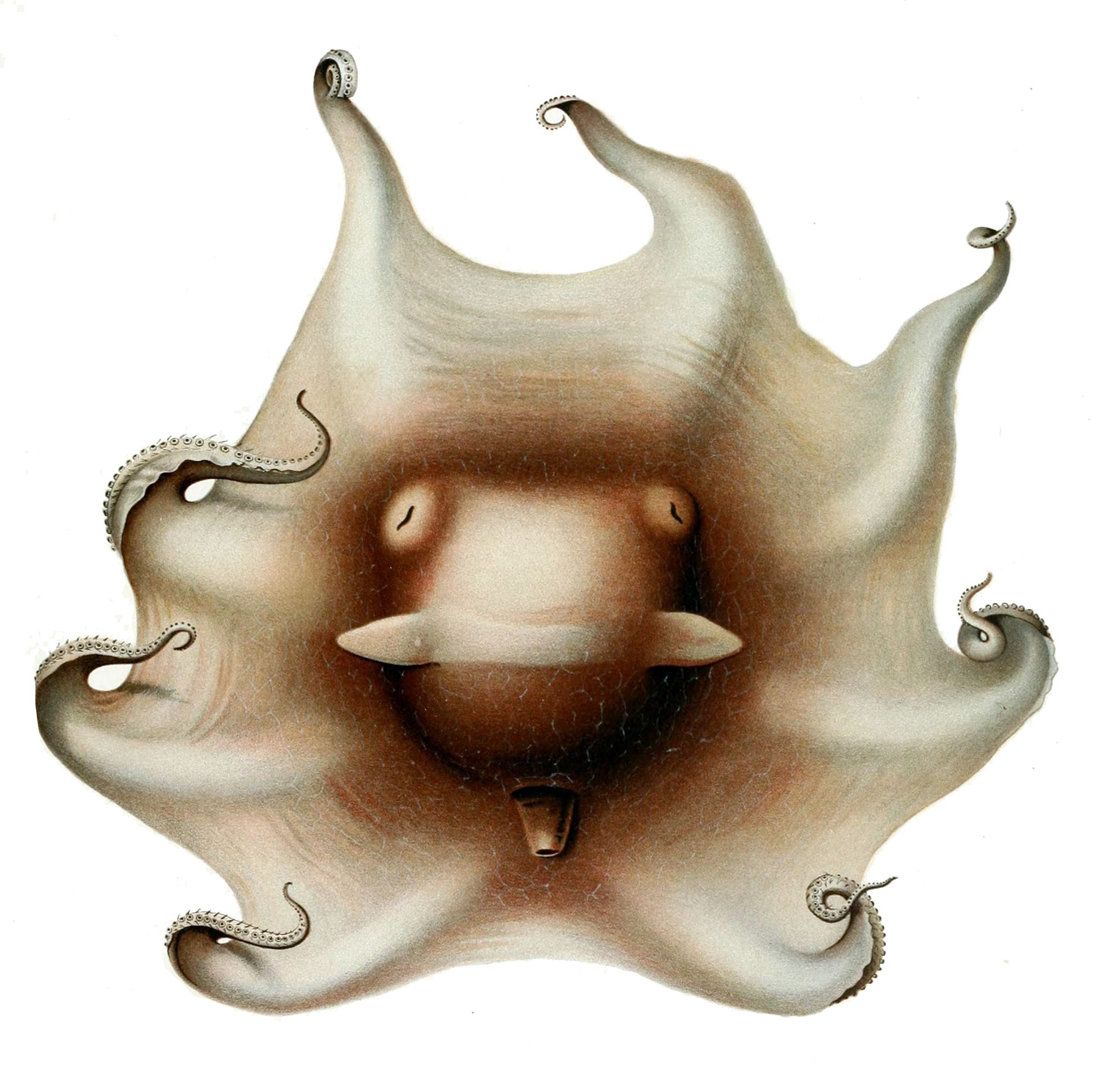
長面蛸 Opisthoteuthis extensa

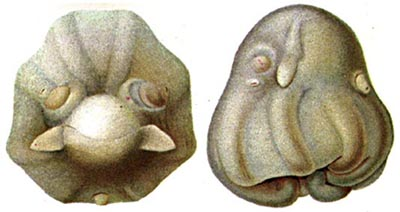
水母面蛸 Opisthoteuthis medusoides

- 面蛸屬 Opisthoteuthis[3]
  - 面蛸（英语：Opisthoteuthis agassizii） Opisthoteuthis agassizii Verrill, 1883
  - 信天翁面蛸（英语：Opisthoteuthis albatrossi） Opisthoteuthis albatrossi Sasaki, 1920
  - Opisthoteuthis borealis（英语：Opisthoteuthis borealis） Collins, 2005
  - 布氏面蛸（英语：Opisthoteuthis bruuni） Opisthoteuthis bruuni Voss, 1982
  - 加州面蛸（英语：Opisthoteuthis californiana） Opisthoteuthis californiana Berry, 1949
  - 卡呂普索面蛸（英语：Opisthoteuthis calypso） Opisthoteuthis calypso Villanueva, Collins, Sánchez & Voss, 2002
  - 查塔姆面蛸（英语：Opisthoteuthis chathamensis） Opisthoteuthis chathamensis O'Shea, 1999
  - 扁面蛸 Opisthoteuthis depressa Ijima & Ikeda, 1895
  - 東沙面蛸 Opisthoteuthis dongshaensis C. C. Lu, 2010
  - 長面蛸（英语：Opisthoteuthis extensa） Opisthoteuthis extensa Thiele, 1915
  - 葛氏面蛸（英语：Opisthoteuthis grimaldii） Opisthoteuthis grimaldii Joubin, 1903
  - 哈氏面蛸（英语：Opisthoteuthis hardyi） Opisthoteuthis hardyi Villanueva, Collins, Sánchez & Voss, 2002
  - 日本面蛸 Opisthoteuthis japonica Taki, 1962
  - 巨面蛸（英语：Opisthoteuthis massyae） Opisthoteuthis massyae Grimpe, 1920
  - 水母面蛸（英语：Opisthoteuthis medusoides） Opisthoteuthis medusoides Thiele, 1915
  - 麥氏面蛸（英语：Opisthoteuthis mero） |Opisthoteuthis mero O'Shea, 1999
  - 泊瑟芬面蛸（英语：Opisthoteuthis persephone） Opisthoteuthis persephone Berry, 1918
  - 菲氏面蛸（英语：Opisthoteuthis philipii） Opisthoteuthis philipii Oommen, 1976
  - 冥面蛸（英语：Opisthoteuthis pluto） Opisthoteuthis pluto Berry, 1918
  - 羅氏面蛸（英语：Opisthoteuthis robsoni） Opisthoteuthis robsoni O'Shea, 1999

## 外部連結
- 生命之樹網頁有關於頭足綱分類的介紹 （页面存档备份，存于）（英文）